# 武儀村立下之保中学校
武儀村立下之保中学校（むぎそんりつ しものほちゅうがっこう）は、岐阜県武儀郡武儀村（現・関市）に存在した公立中学校。

## 概要
- 旧・武儀郡下之保村の中学校であり、現在の関市下之保が校区であった。1968年、中之保中学校・富之保中学校・下之保中学校を統合し、武儀村立武儀中学校の新設により廃校。
- 校舎は下之保小学校（2003年、武儀西小学校に改称）に隣接していた。

## 沿革
- 1947年（昭和22年）4月1日 - 下之保村立下之保中学校として開校。。
- 1955年（昭和30年）4月1日 - 中之保村、富之保村、下之保村が合併し武儀村が発足。同時に武儀村立下之保中学校に改称する。
- 1968年（昭和43年）4月1日 - 中之保中学校・富之保中学校・下之保中学校を統合し、武儀村立武儀中学校の新設により廃校。名目上の統合であり、下之保中学校は武儀中学校下之保分教室となる。
- 1969年（昭和44年）9月1日 - 武儀中学校の統合校舎が完成。下之保分教場を廃止。